# Proischnura subfurcata
Proischnura subfurcata é uma espécie de libelinha da família Coenagrionidae.
Pode ser encontrada nos seguintes países: Etiópia, Quénia, Malawi, Nigéria, África do Sul, Tanzânia, Uganda e possivelmente no Burundi.
Os seus habitats naturais são: campos de altitude subtropicais ou tropicais, marismas de água doce e marismas intermitentes de água doce.